# 3118-as mellékút (Magyarország)
A 3118-as számú mellékút egy négy számjegyű mellékút Pest és Jász-Nagykun-Szolnok vármegyék határvidékén.

## Nyomvonala
Tápiószele területén ágazik ki a 311-es főútból, annak 16+200-as kilométerszelvénye közelében, északkelet felé. 1,5 kilométer után keresztezi a újszászi vasút egy iparvágányát, amely itt pont észak-déli irányban halad. 3,3 kilométer után magát az újszászi vasutat is keresztezi, majd 4,5 kilométer után átlép Tápiógyörgye területére.
Tápiógyörgye központját 6,5 kilométer után éri el, majd a 7. kilométere előtt egy kereszteződésbe ér, ahol találkozik a 3121-es úttal. Az is a 7. kilométere környékén jár itt, de 300 méternyi közös szakaszukon egymással szemben számozódnak. A 3118-as szempontjából déli irányban halad ez a közös szakasz, majd a szétválás után az út délkelet felé folytatódik tovább; ott ágazik ki belőle dél felé a Tápiógyörgye vasútállomásra vezető 31 321-es út.

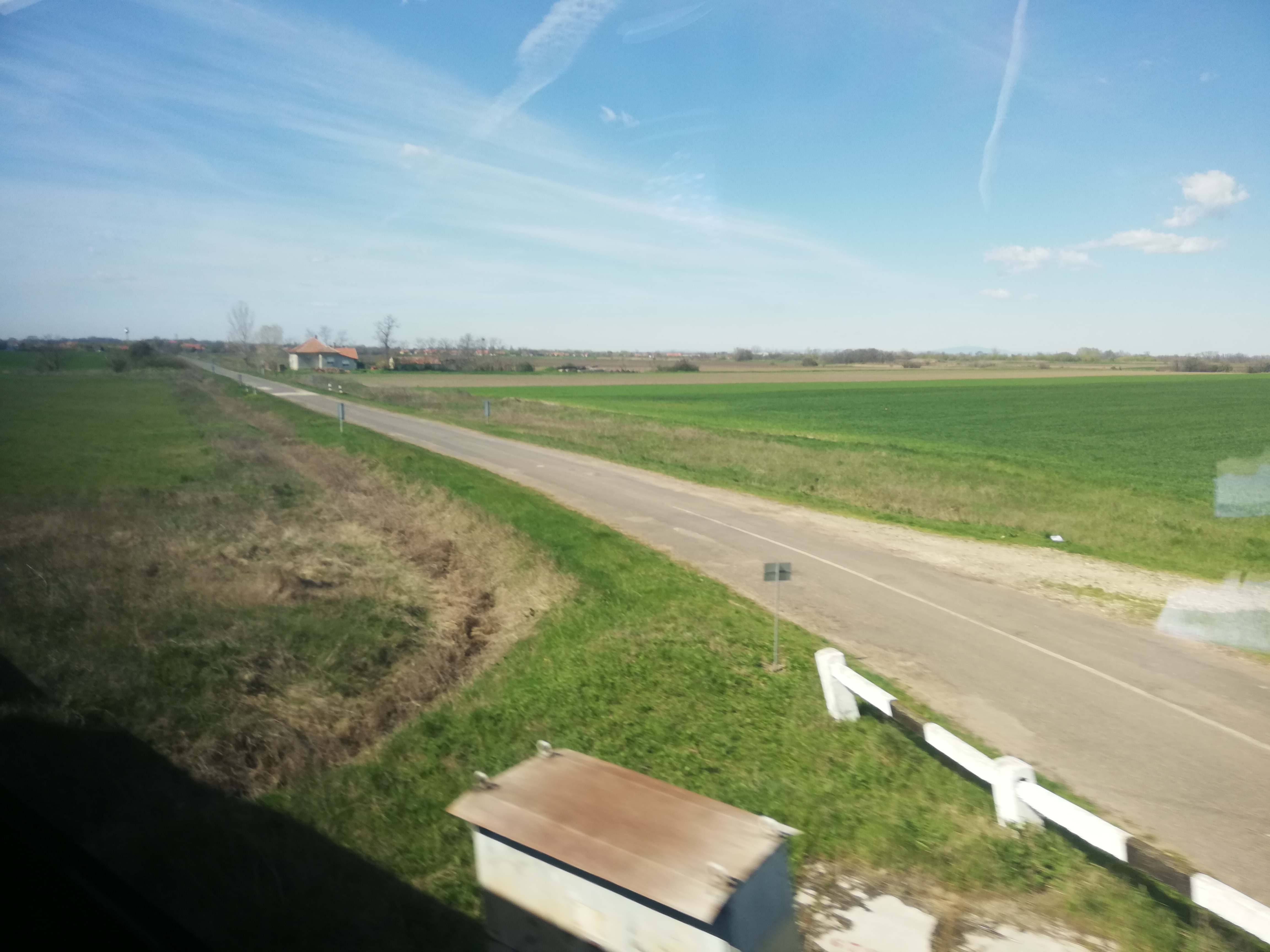
Az út Tápiógyörgye délkeleti részén, a vasúti keresztezés előtt

A 9. kilométerénél ismét eléri a vasutat és keresztezi azt. 13,8. kilométerénél lép át Újszász területére, ott ér véget, a település lakott területétől aránylag messze délnyugatra, a 3122-es útba torkollva, annak 8+750-es kilométerszelvényénél. Teljes hossza, az országos közutak térképes nyilvántartását szolgáló kira.gov.hu adatbázisa szerint 18,418 kilométer.

## Települések az út mentén
- Tápiószele
- Tápiógyörgye
- Újszász